# Cloître des Récollets
Le cloître des Récollets est un ancien couvent médiéval du quartier de l’Ancienne Ville de Metz en Moselle. Les bâtiments actuels accueillent l'Institut européen d’écologie de Jean-Marie Pelt et les archives municipales.

## Contexte historique
Fondé par des moines de l’ordre des Cordeliers qui s’installèrent sur la colline Sainte-Croix en 1230, le cloître fut occupé à partir de 1602 et jusqu’à la Révolution par des Récollets qui s’y établirent à leur place.

## Construction et aménagements

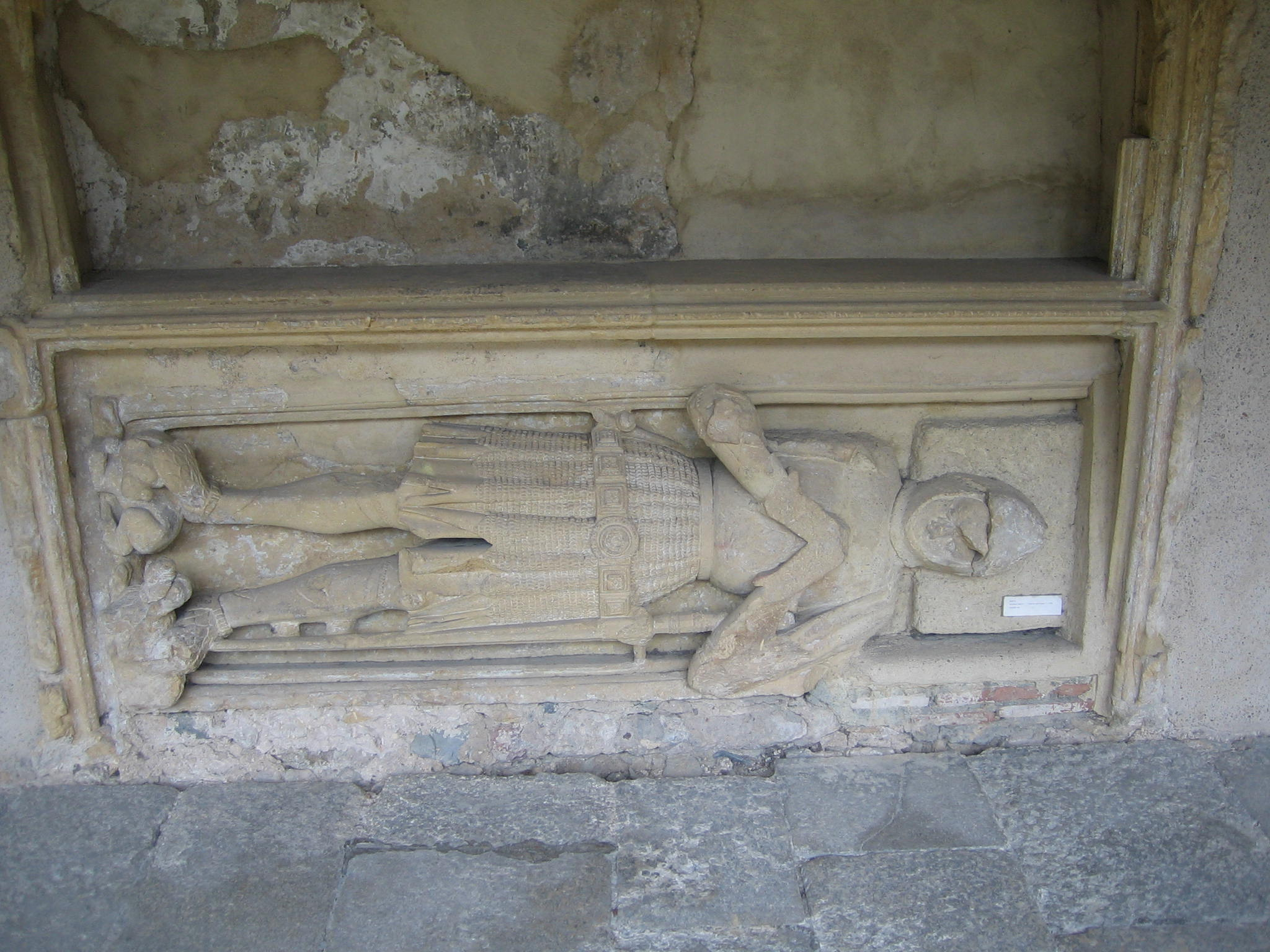
Gisant dans les galeries du monastère

L’édifice a été construit aux XIIIe et XIVe siècles. La salle capitulaire, le jardin central et son puits ainsi que le cloître en sont représentatifs. Les galeries gothiques et la salle capitulaire ne sont pas voûtées, mais plafonnées à l'aide de bois comme on peut le voir aujourd'hui. Les galeries voûtées sont en effet rares à Metz, et le principe d'utilisation du bois reprend celui utilisé en général dans l'architecture civile. On peut remarquer un gisant et des pierres tombales enchâssés dans les murs du cloître, ainsi que d'anciennes colonnes à décors floraux (probablement de l'ancienne chapelle), placées de façon isolée dans les jardins.
En 1975 une peinture murale des années 1330-40 représentant l'Annonciation a été découverte dans une niche du mur occidental du cloître, agrandie plus tard pour former l'enfeu d'un certain Jean Braidy, mort en 1373.
Au XVIIe siècle l'édifice est en partie remanié avec des matériaux réemployés. La porte donnant sur la rue des Murs, conservée après le réaménagement des années 1960, témoigne de l'architecture classique adoptée.

## Affectations successives
En 1791, l’armée du Rhin s’y installe. L’église du couvent et la quatrième galerie du cloître furent détruites en 1804. Au XIXe siècle, les bâtiments accueillent un orphelinat. Depuis 1972, le couvent abrite l’Institut européen d’écologie fondé par l'adjoint à la mairie Jean-Marie Pelt et depuis 2002, les archives municipales de la ville de Metz.
Les façades, toitures et galeries du couvent sont classées monument historique depuis le 23 mars 1972.

## Galerie de photographies

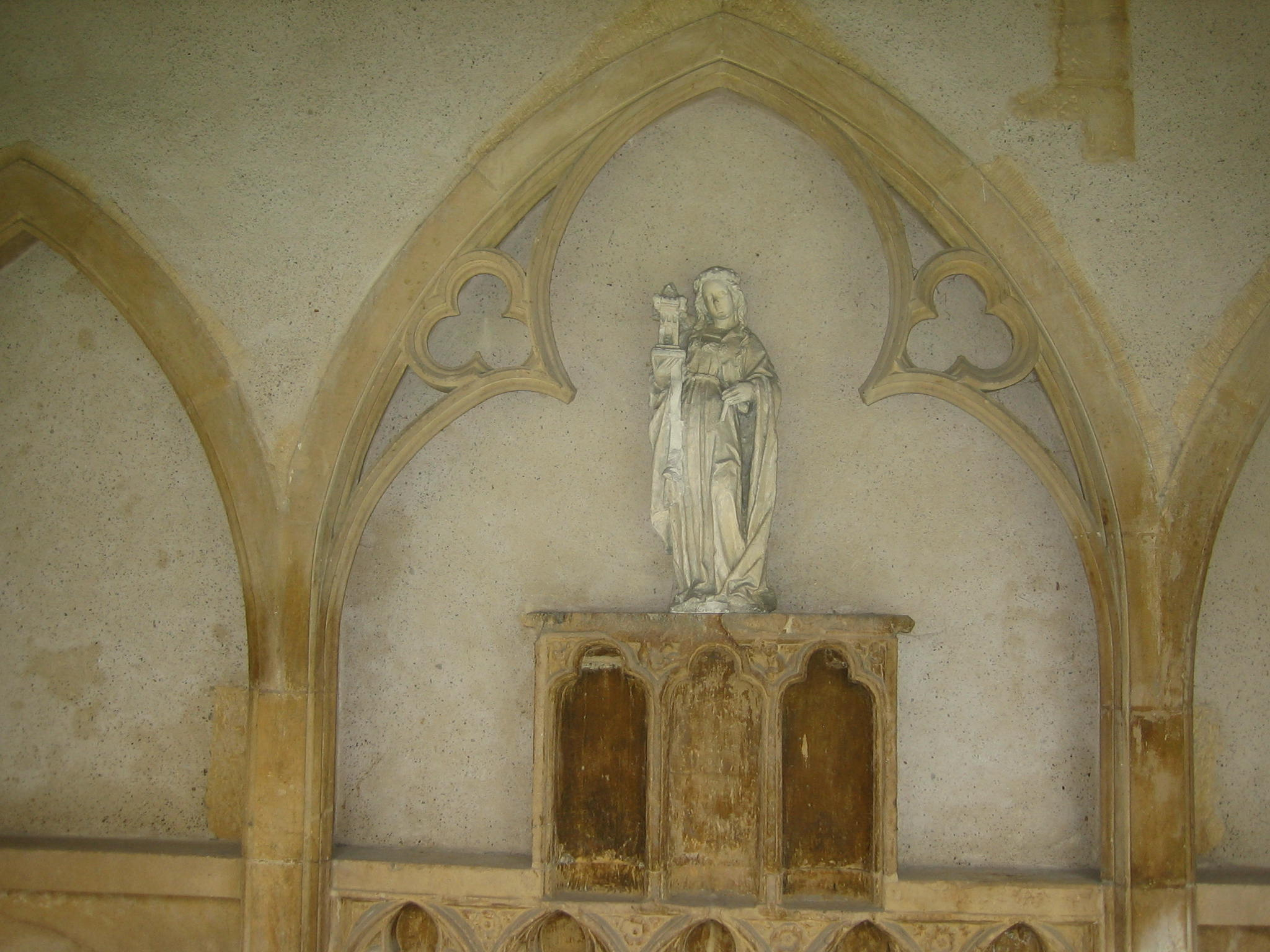
Statue et bas-relief de la galerie
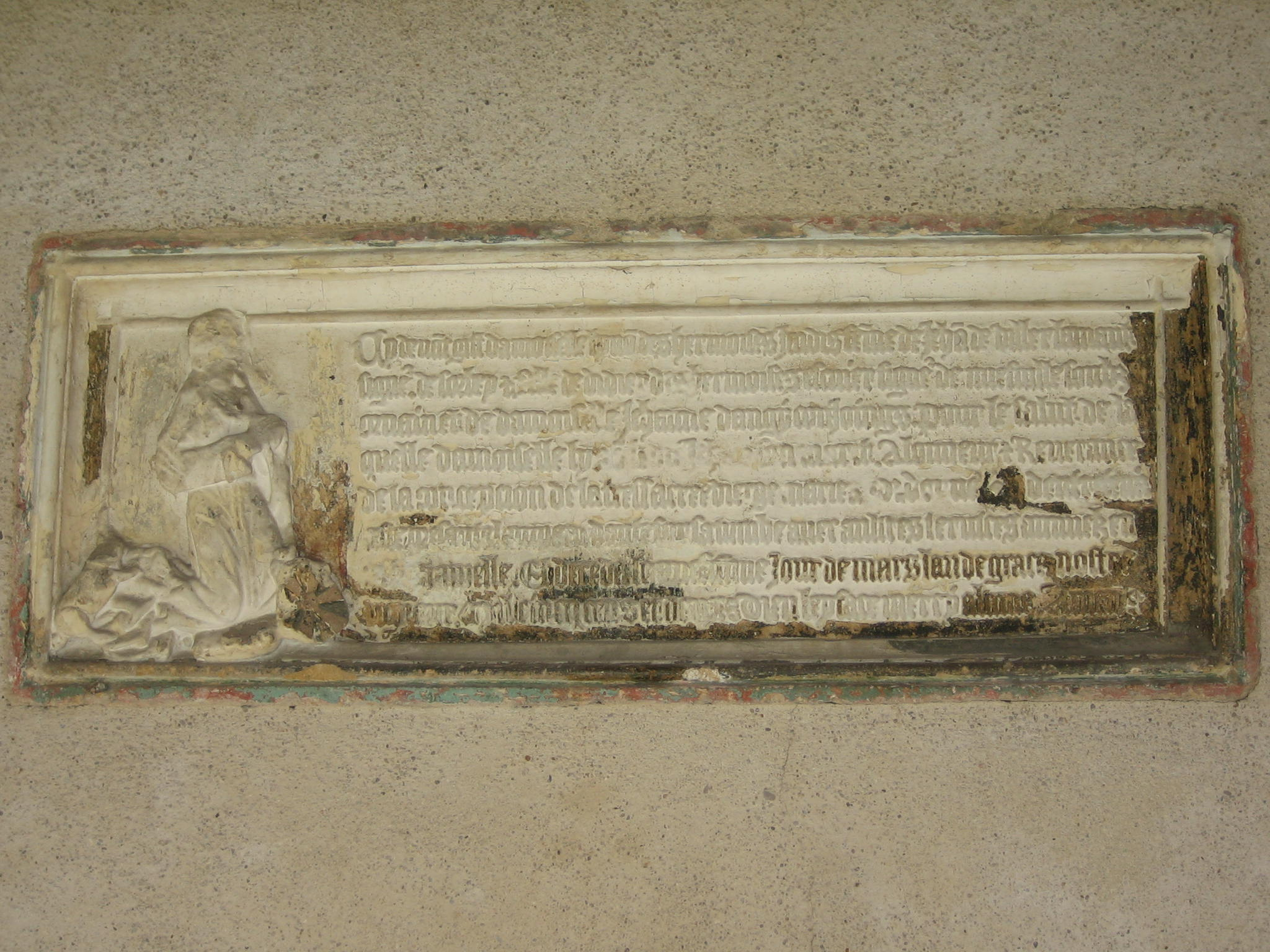
Épitaphe dans le mur du cloître
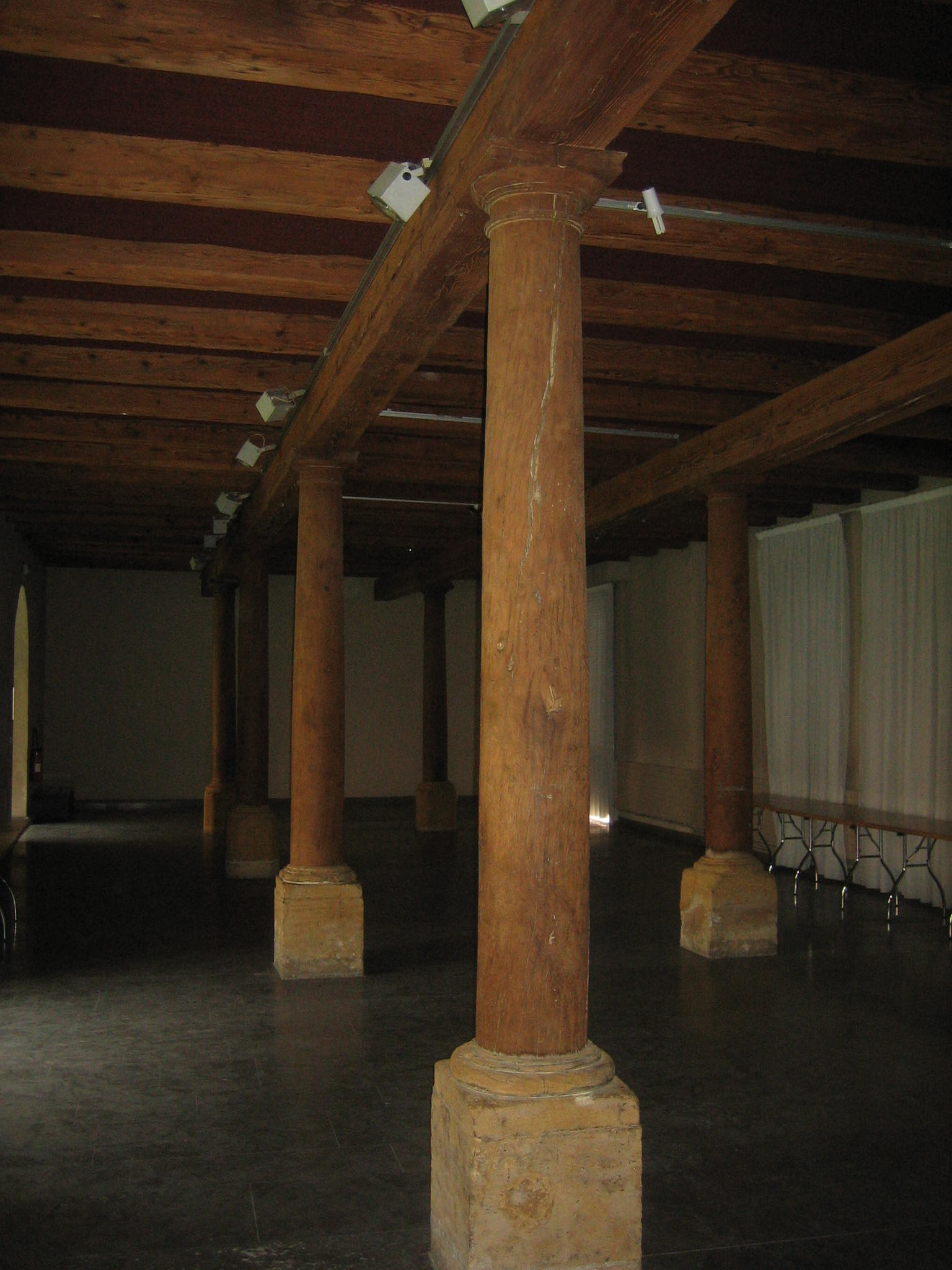
La salle capitulaire et sa structure entièrement boisée
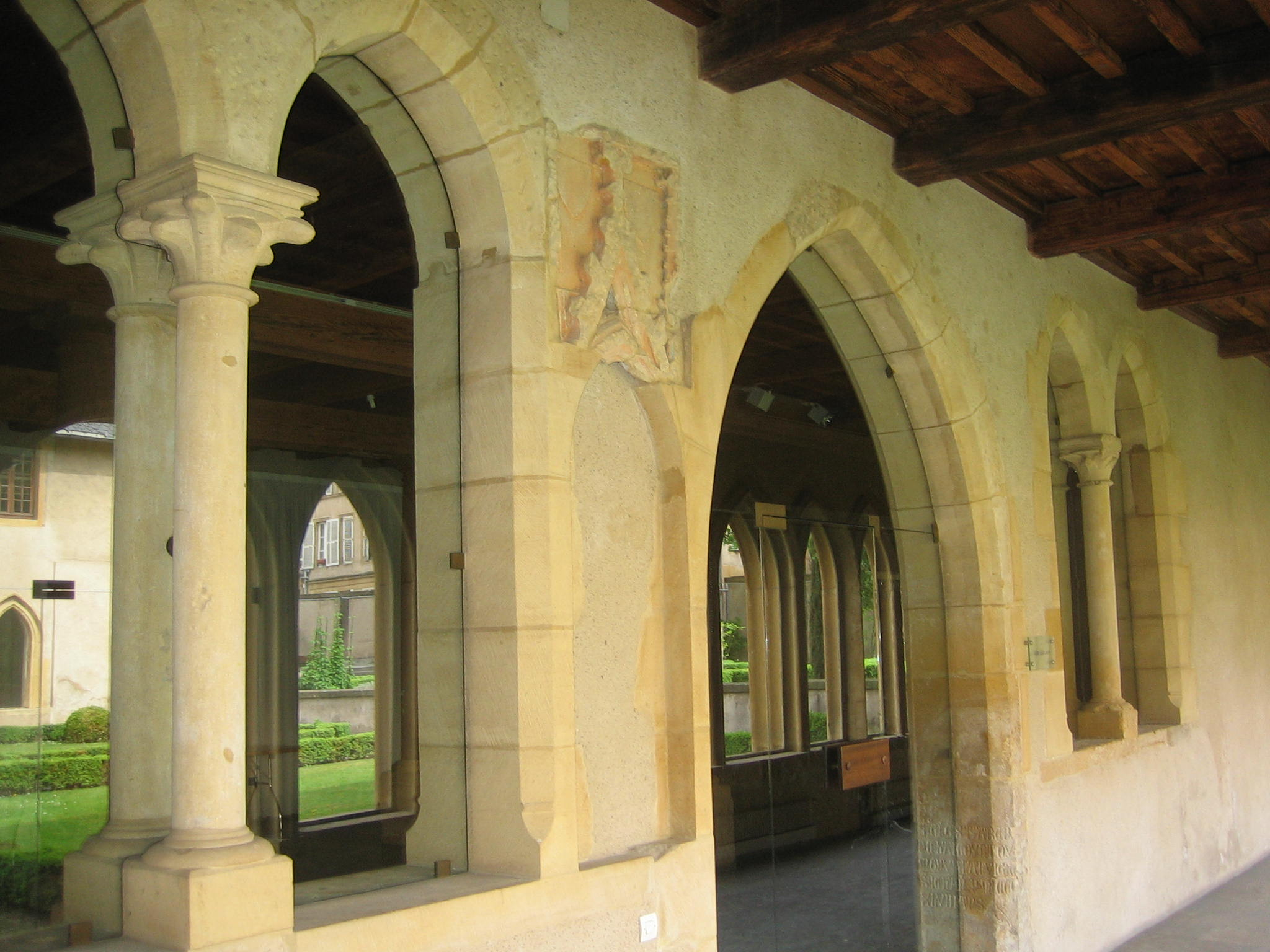
Entrée de la salle capitulaire sur le cloître
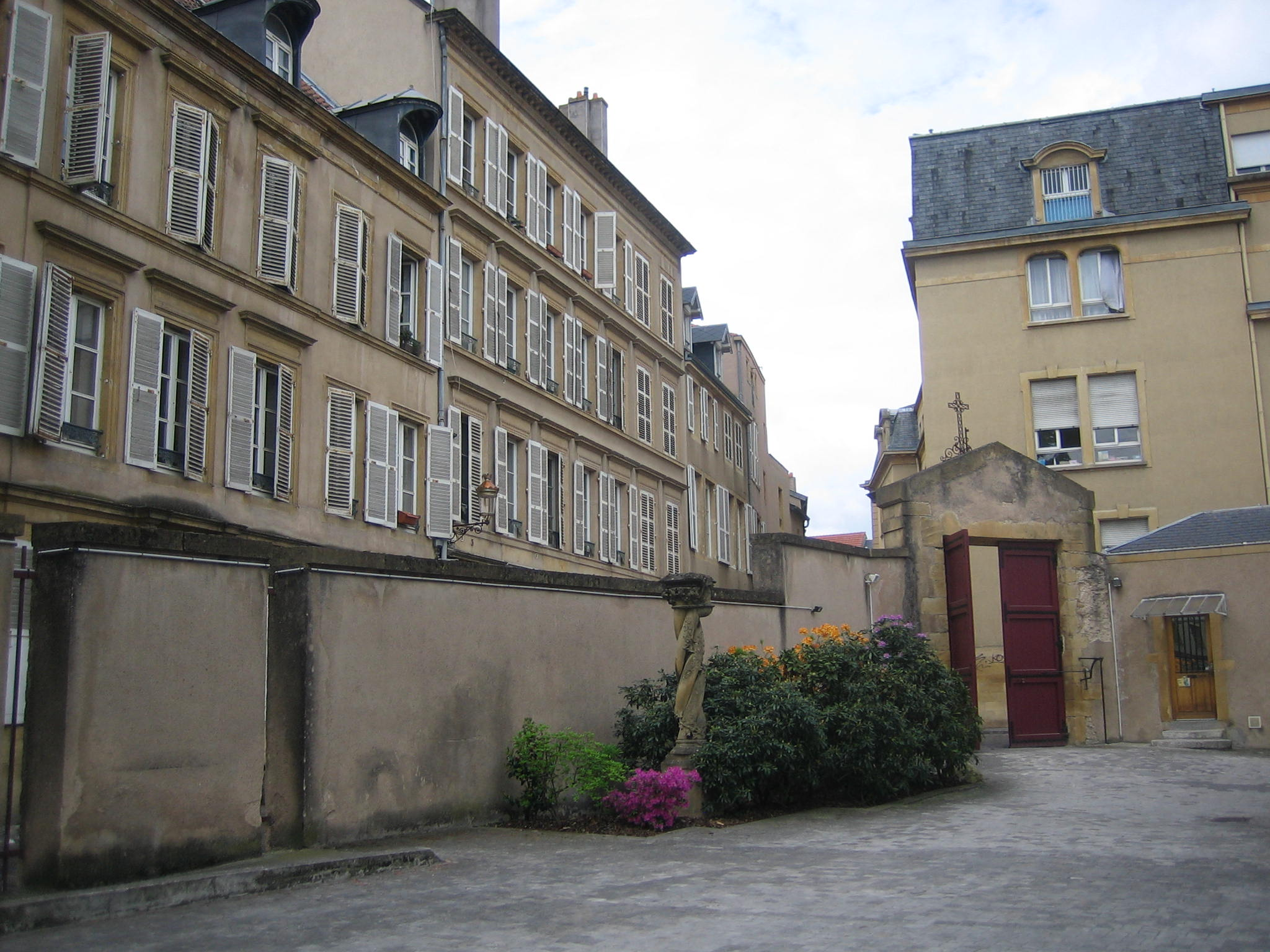
Porche et cour dans l'espace des Récollets, avec une ancienne colonnette

## Personnalités liées au cloître
- Gabriel Sagard[5]